# Карл-Хајнц Ридле
Карл-Хајнц Ридле је бивши немачки фудбалер који је играо на позицији нападача. Упркос томе што није био посебно висок, током своје каријере носио је надимак „Ваздушни скакач”, због његове запажене прецизности када је играо са главом, скакања и вештине мерења времена у ваздуху, као и способности да утрчава у шеснаестерац и долази до краја центаршута, а стекао је име као традиционални, али ефикасни центарфор. Наступио је на 207 утакмица у Бундеслиги током осам сезона, постигавши 62 од своја 72 гола за Вердер Бремен и Борусију Дортмунд. Играо је и за италијански Лацио и енглески Ливерпул.
Шест година је био немачки интернационалац, Ридле је представљао земљу на два светска првенства, победивши на Мундијалу 1990, играо је на Европском првенству 1992.

## Играчка каријера

### Немачка
Рођен у Вајлер-Зимерберг у Швабији, Ридле је своју сениорску каријеру започео у Бајерн лиги са ФК Аугзбург, ту је постао најбољи стрелац клуба у сезони 1985–86 са укупно 20 голова.  Његови наступи су привукли интересовање новопромовисане Бундеслигаша Блау-Вајс 1890 Берлин, који га је потписао за хонорар од 33.000 немачких марака,  дебитовао је у лиги за свој нови тим 9. августа 1986. где је постигао гол у поразу од 4–1, код куће против 1. ФК Кајзерслаутерна.
Након испадања тима из прве лиге, као и претходног, Ридле је потписао са СВ Вердером из Бремена, предвођен Отом Рехагелом. У својој првој сезони био је стрелац 18 пута (други најбољи у лиги иза Јиргена Клинсмана, и 24 укупно) како би помогао клубу да освоји националну титулу. Током свог трогодишњег периода у Ханзи постигао је 58 голова у свим такмичењима, и појавио се у узастопним финалима Купа Немачке, изгубивши оба. У та два финала дао је један гол у издању 1989. постигавши гол у поразу од 4-1 од Борусија Дортмунд.

### Лацио и повратак кући
У лето 1990. Ридл се преселио у италијански С.С. Лацио за трансфер од 13 милиона ДМ. Током његовог боравка са римљанима, клуб није успео да освоји било какву титулу нити да дође до финала, а његов најбољи резултат догодио се у кампањи 1991–92 када је постигао 13 голова у 29 утакмица за коначно 10. место у Серији А, две од своје три године, делио је тимове са земљаком Томасом Долом.
Ридле се вратио у Немачку 1993. и прешао у Борусију из Дортмунда. Био је стартер током већег дела свог играња за Дортмунд, често у партнерству са Стефаном Шапуисатом, али није успео да понови своју претходну форму, никада није постигао двоцифрени број голова у сезони, међутим, био је важан у освајању националних првенстава 1995. и 1996. (13 голова у комбинацији) и, у УЕФА Лиги шампиона 1996–97, постигао је два гола против Јувентуса у финалу за победу 3–1.

### Енглеска
Током 1997. године Ридле се придружио Ливерпулу у Премијер лиги. Нередовно је коришћен током свог боравка на Енфилду, посебно након увођења 18-годишњег Мајкла Овена.
Крајем септембра 1999. године, 34-годишњи Ридл се преселио у Фулам где ће, заједно са својим старим менаџером Ливерпула Ројем Евансом, служити као привремени менаџер до краја 1999–2000, након отпуштања Пола Брејсвела. Пре краја наредне сезоне, где је на крају постигао један гол из 14 наступа како би помогао Фуламу да се промовише у врх, најавио је да се повлачи.

### Репрезентација
Ридл је дебитовао за Западну Немачку 31. августа 1988. године, играјући 15 минута против Финске и постигао гол у гостујућој победи од 4:0 за квалификације за Светско првенство 1990. године. Изабран од стране селектора Франца Бекенбауера за финале у Италији као резерва Клинсману и Рудију Фелеру, играо је укупно наа четири утакмице када је репрезентација освојила своју трећу титулу, почевши једном због Фелерове повреде. У полуфиналу против Енглеске, Фелер је одшепао повређен у првом полувремену, а Ридле је ушао као замена. Утакмица је отишла у пенале и Ридле је претворио свој покушај у гол и је Немачка на крају победила. Међутим, Фелер се опоравио да би започео финале, а Ридле је остао на клупи.
Једна од Ридлових најупечатљивијих утакмица за Немачку одиграла се током полуфинала УЕФА Еура 1992. против Шведске, у којој је постигао два гола у тријумфу резултатом 3–2, и на крају поделио титулу најбољег стрелца турнира. За репрезентацију је одиграо укупно 42 утакмице, постигавши гол у 16 наврата.

## Достигнућа
Вердер Бремен
- Бундеслига: шампион 1987–88.
- Суперкуп Немачке у фудбалу: првак 1988.
- Куп Немачке у фудбалу финалиста: 1988–89, 1989–90.

Борусија Дортмунд
- УЕФА Лига шампиона: шампион 1996–97
- Бундеслига: шампион 1994–95, 1995–96.
- Суперкуп Немачке: победник 1995, 1996.

Фулам
- Чемпионшип: шампион 2000–01.

Репрезентација Немачке
- Светско првенство у фудбалу: шампион 1990
- Европско првенство у фудбалу: финалиста 1992
- Летње олимпијске игре: треће место 1988.
- Куп САД: победник 1993.

Индивидуално
- Најбољи стрелац Купа УЕФА: 1989–90 (делио 1. место)
- Европско првенство у фудбалу: најбољи стрелац 1992 (делио 1. место)